# Reacción (política)

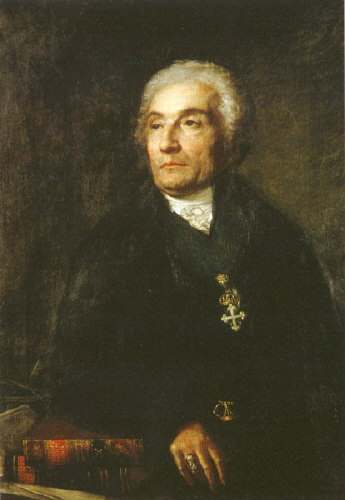
Joseph de Maistre (1810). Teórico reaccionario que, como Bonald y Chateaubriand, justifica la restauración en Francia.

En política, reacción es un término referido a ideologías que aspiran a instaurar un estado de cosas anterior al presente. Se originó como expresión peyorativa para referirse, desde la Revolución francesa, a lo que se opone a la revolución, como sinónimo de contrarrevolución. Esa identificación se fue matizando con la posterior extensión del concepto «revolución», lo que hizo que el concepto «reacción» fuera cambiando también de contenido, pasando a identificarse comúnmente con la oposición entre los términos progresista y conservador, que propiamente designaban en un principio otras posturas políticas. Se conoce como reaccionario a toda aquella persona o elemento partícipe de una reacción.
José Luis Rodríguez Jiménez define el pensamiento reaccionario, surgido en el tránsito del siglo XVIII al siglo XIX, como aquel «que intenta revivir el pasado mediante una visión más mítica que real y en el que se hacen presentes sentimientos de intolerancia, la denuncia de oscuras conspiraciones que no existen más que en la imaginación de sus autores, el recurso a planteamientos maniqueos, negando la posibilidad de existencia a cualquier posicionamiento intermedio entre el mal absoluto y el bien absoluto, y la exaltación de una determinada visión de la religión en oposición al cultivo de las ciencias naturales y al desarrollo científico-tecnológico».

## Evolución histórica

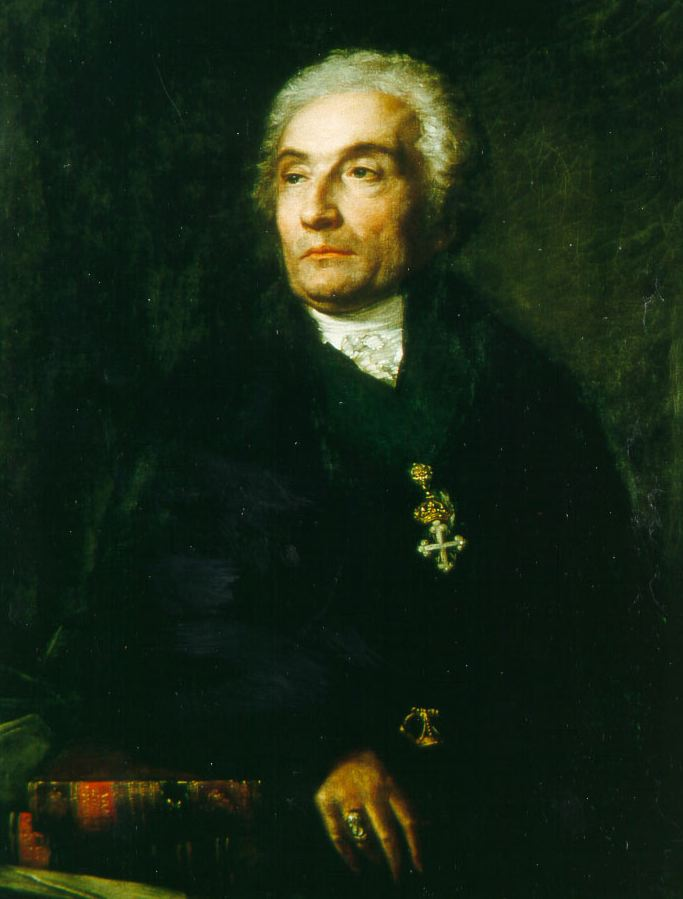
Joseph de Maistre (1753-1821), político francés.

Los principales teóricos del pensamiento reaccionario, que surgió a finales del siglo XVIII y principios del siglo XIX como respuesta a las nuevas ideas y principios de la Revolución Francesa, y que a su vez hundía sus raíces en pensamiento  antiilustrado, fueron los franceses Joseph de Maistre y Louis de Bonald cuyo propósito fue defender la Monarquía Absoluta apelando a su origen divino (el poder de los reyes les ha sido delegado por Dios por lo que su autoridad debe ser absoluta) y presentando una visión completamente idealizada de las sociedades de antiguo régimen. «Expusieron un pensamiento filosófico-religioso cuyo eje central era la afirmación de que las creencias del hombre como ser individual son inferiores a la “verdad” revelada y tradicional: el hombre no adquiere el conocimiento mediante la razón individual , como habían sostenido los filósofos de la Ilustración, sino como ser social, a través de la tradición revelada por Dios y transmitida por la Iglesia, en virtud de crecer en el seno de una comunidad cultural con profundas raíces en el pasado».
El término "reacción" también fue utilizado en otros contextos como en el de la llamada reacción thermidoriana, una fase de la revolución francesa que acaba con el predominio jacobino (Robespierre, Terror) y que se inicia el 9 de thermidor del año II, 27 de julio de 1794.
Fuerzas sociales pretéritas como la nobleza y el clero católico, movimientos intelectuales como el romanticismo conservador, fuerzas políticas como el legitimismo y la restauración de la monarquía absoluta que forman parte del mundo ideológico del Congreso de Viena y el sistema internacional de Metternich; son las «fuerzas reaccionarias» que se oponen hasta la Revolución de 1848 a las revolucionarias o liberales.
Desde esa fecha o desde el momento en que se la considere nueva clase dominante, la burguesía triunfante en toda Europa deja de ser revolucionaria (como ocurrió en Thermidor), pasa a temer la revolución social de las clases bajas, y el término reaccionario pasa a identificarse por extensión con los vocablos conservador o derechista, con los que no debiera coincidir propiamente.
Lo mismo puede decirse de la identificación con partidos o movimientos políticos del siglo XX, como el fascismo, el nacionalsocialismo; o con sistemas políticos autoritarios, como el de Philippe Pétain (régimen de Vichy) en la Francia ocupada, el de Józef Piłsudski en Polonia, António de Oliveira Salazar en Portugal, Francisco Franco en España, etc.

## El pensamiento reaccionario en España

### La crisis del Antiguo Régimen

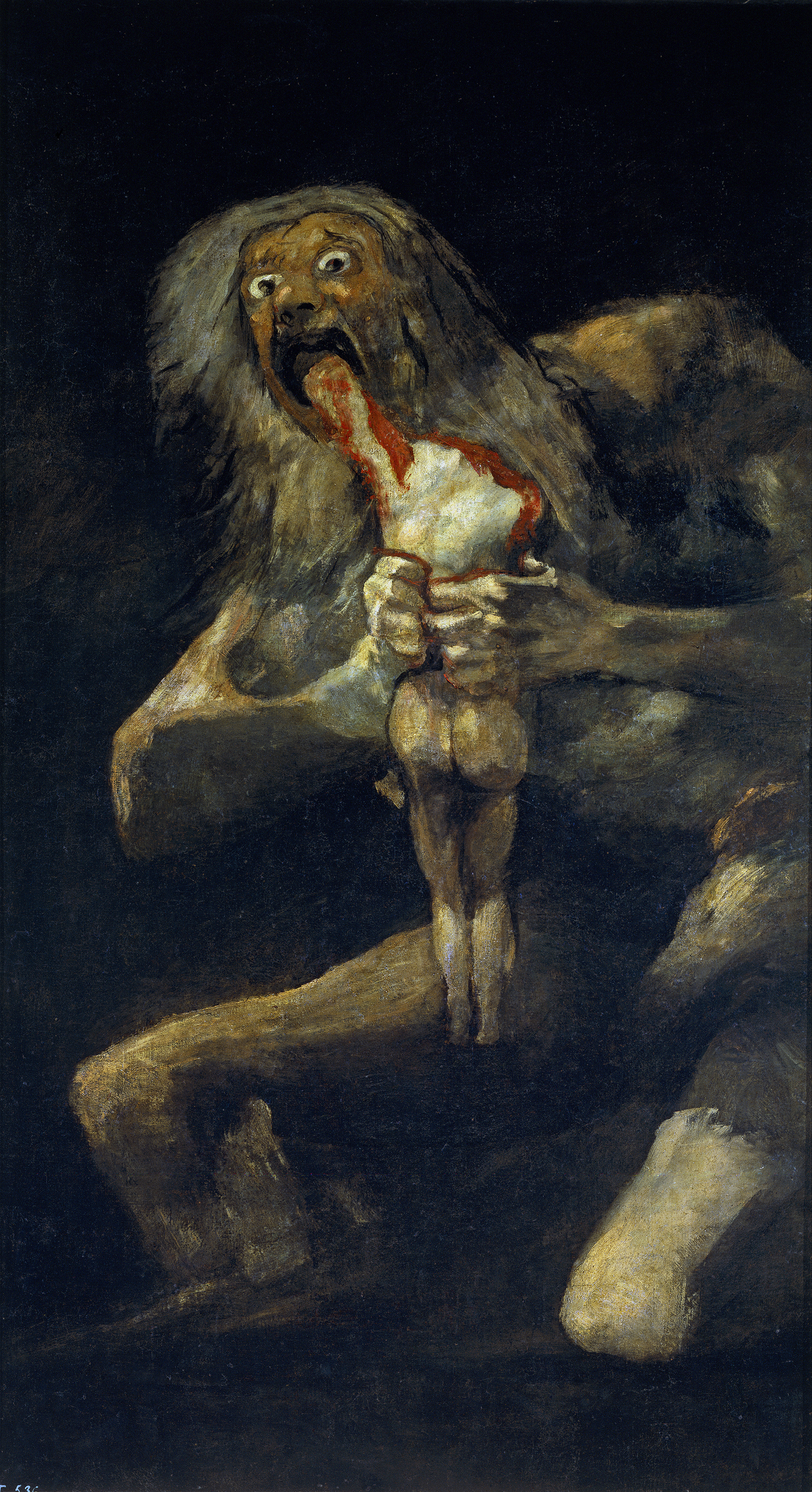
Saturno devorando a un hijo (1821-1823), de Francisco de Goya.

Los orígenes del pensamiento reaccionario pueden rastrearse en la oposición a la Ilustración en el siglo XVIII, que en aquel momento podría llamarse postura antifrancesa o castiza, o incluso confundirse con polémicas entre órdenes religiosas o disputas de estudiantes y becarios de los colegios universitarios (golillas y manteístas). Hubo dos momentos estelares durante el reinado de Carlos III: la expulsión de la Compañía de Jesús en 1767, y el proceso inquisitorial a Pablo de Olavide entre 1775 y 1778.
Pero el hecho determinante fue el impacto que tuvo en la Monarquía de Carlos IV la Revolución Francesa, cuyo efecto más inmediato fue el llamado Pánico de Floridablanca. En un informe titulado Exposición que el señor Floridablanca hizo y leyó a S.M, en el Consejo, dando una idea sucinta del Estado de la Francia, de la Europa y de la España, con fecha 19 de febrero de 1792, José Moñino, conde de Floridablanca, primer Secretario del Despacho, resumía así lo que había sucedido en el país vecino tras el triunfo de la Revolución: «El Estado de la Francia es el de haber reducido al Rey al de un simple ciudadano» convertido en «el primer empleado en el servicio de la Nación»; haber destruido «la jerarquía eclesiástica» y «la nobleza, los blasones y armas, los títulos y todas las distinciones de honor»; haber proclamado «que todos los hombres son iguales, y que así el más infeliz artesano o jornalero es igual al propio Rey» y que la «Asamblea legislativa... podrá dictar leyes y decretos a su mismo soberano y a toda la nación y finalmente, que tendrá una absoluta libertad de hablar, escribir y obrar como le parezca». Su informe concluía con la frase: «En Francia se acabó todo».
El inicio de la difusión del pensamiento reaccionario en España puede situarse en la «campaña patriótica» que puso en marcha Manuel Godoy, valido de Carlos IV, para conseguir el apoyo popular a la Guerra de la Convención (1793-1795). Contó con la participación entusiasta de los miembros del clero antiilustrado que convirtieron la guerra en una «cruzada» en defensa de la Religión y de la Monarquía y en contra del «impío francés» y de la «perversa Francia», encarnación del Mal Absoluto, e identificando la Ilustración con la Revolución. Fray Jerónimo Fernando de Cevallos escribió a Godoy en 1794 que «los franceses, con doscientos mil sans-culottes podrán hacer una devastación horrible, ¿pero cuánto mejor será la que harán cuatro o cinco millones de sansculottes, que están para nacer en España de labradores, artesanos, mendigos, vagos y canallas, si toman el gusto a los principios seductores de los Filósofos?». Los que lanzaron la campaña se basaron especialmente en el «mito reaccionario» que explicaría la Revolución como el resultado de una «conspiración universal» de «tres sectas» atentatorias contra «la pureza del catolicismo y el buen gobierno» (la filosófica, la jansenista y la masónica). Una teoría conspirativa elaborada por el abate francés Augustin Barruel y que en España difundirán fray Diego José de Cádiz, autor de El soldado católico en guerra de religión, y otros. Los propagandistas reaccionarios denunciaron sobre todo la «destructora y absurda» idea de la igualdad que «borraba la natural distinción entre dueños y esclavos, próceres e ínfima plebe». A la campaña se sumaron también algunos ilustrados a los que la Revolución Francesa les había agudizado sus sentimientos absolutistas e, incluso, su fervor religioso. Fue el caso, por ejemplo, de Pablo de Olavide, que de perseguido por la Inquisición, pasa a publicar El Evangelio en triunfo, en el que defiende la más completa sumisión al Trono y al Altar.
La activa participación del clero para condenar a la revolución «anticristiana» francesa continuó en la Guerra de Independencia (tanto contra los franceses y afrancesados como contra los liberales en las Cortes de Cádiz) y en los periodos absolutistas de Fernando VII.

### La burguesía, de revolucionaria a conservadora

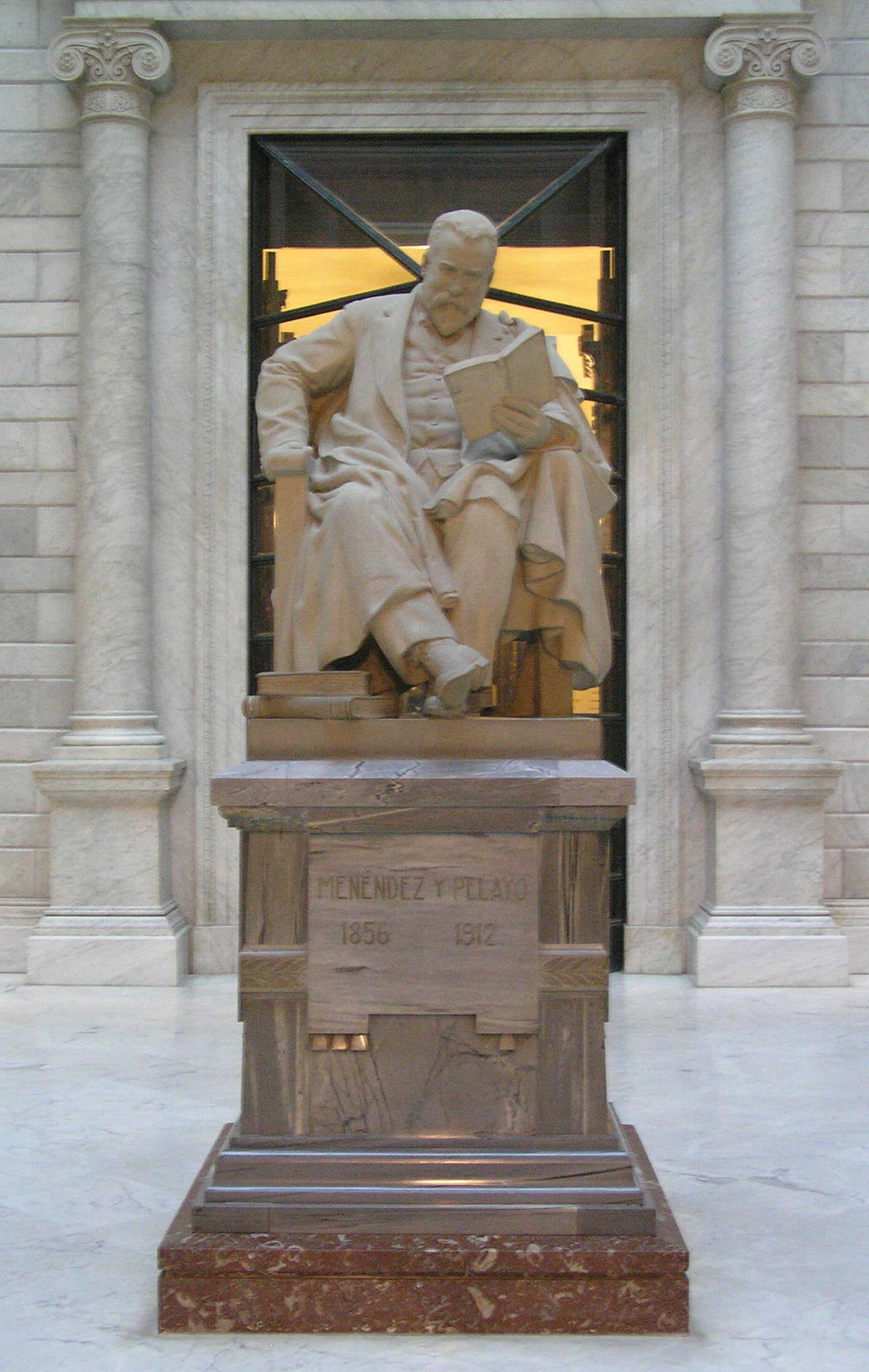
Estatua de Marcelino Menéndez y Pelayo, máximo representante del pensamiento reaccionario español entre los siglos y, en la Biblioteca Nacional, Madrid, España

El bando carlista en la guerra agrupó a clérigos, nobles y campesínos partidarios de la vuelta al Antiguo Régimen; pero en el bando isabelino, dividido entre progresistas y moderados, estos procuraron una aproximación a los elementos más integrables del carlismo tras el abrazo de Vergara. Entre los ideólogos del moderantismo destacó Donoso Cortés, buen conocedor del doctrinarismo y las distintas ramas del monarquismo francés (orleanistas, legitimistas, ultrarrealistas); y entre los «hombres fuertes» del partido, Narváez, su principal «espadón».
Reducidos a minoría durante el sexenio democrático, moderados y neocatólicos de procedencia carlista confluyen en el Partido Liberal Conservador de Antonio Cánovas del Castillo, una de cuyas primeras medidas tras el golpe de Estado de Martínez Campos que puso fin a la Primera República Española fue estimular la enseñanza católica y depurar la Universidad de elementos hostiles como los krausistas. Francisco Giner de los Ríos y otros catedráticos tuvieron que fundar la Institución Libre de Enseñanza para poder ejercer la libertad de cátedra que se les negaba. Simultáneamente triunfaba la monumental erudición de Marcelino Menéndez y Pelayo (Historia de los heterodoxos españoles), al que se considera cumbre del pensamiento reaccionario español. «Consagró su vida a su patria. Quiso poner a su patria al servicio de Dios». Son las elocuentes palabras con que Ángel Herrera Oria sintetizó la vida de Menéndez y Pelayo.

## Usos del término «reaccionario» en los movimientos revolucionarios
Desde la misma Revolución francesa se viene produciendo el paradójico hecho de considerar contrarrevolucionarios o reaccionarios no solo a los partidarios del Antiguo Régimen, sino también a los iniciadores de un movimiento revolucionario cuando son sobrepasados por la izquierda por los líderes siguientes, e incluso perseguirlos con más fuerza que a aquellos, por considerarlos traidores. Eso ocurrió con los moderados girondinos por los radicales jacobinos, que les llevaron a la guillotina, antes de ser a su vez llevados a ella por la reacción thermidoriana. Ante esto, se ha acuñado el lema, muchas veces repetido y aplicado a distintos procesos revolucionarios, según el cual «la revolución devora a sus hijos». Esta idea es atribuida, en su origen, al francés Pierre Victurnien Vergniaud (un girondino guillotinado por los jacobinos en 1792), quien dijo: Es de temer que la revolución, como Saturno, acabará devorando a sus propios hijos.
Las sucesivas escisiones del movimiento obrero desde finales del siglo XIX, y posteriormente la experiencia revolucionaria en Rusia, fueron ampliando la aplicación del epíteto reaccionario o contrarrevolucionario a cualquiera que mostrara desviacionismo, es decir, que no coincidiera con la interpretación de la revolución del que lanza la acusación, con mayor o menor fortuna, y lógicamente, recibiendo similar calificación por parte de la tendencia descalificada:
- los marxistas se lo aplican a los anarquistas;
- los socialistas a los revisionistas (Kautsky o Bernstein) antes de la Primera Guerra Mundial;
- los bolcheviques a los mencheviques, eseritas, etc. durante la Revolución Soviética;
- los comunistas de la Tercera Internacional a los socialistas o socialdemócratas de la Segunda Internacional (incluyendo como insulto el apelativo de social-fascistas);
- los trotskistas y comunistas de izquierda a los estalinistas y viceversa;
- los estalinistas y antirrevisionistas a los trotskistas a mediados de los años 20.
- los antirrevisionistas a los trotskistas y revisionistas; quienes no siguieran a cabalidad las bases del marxismo-leninismo.
- los maoístas a los Jrushevistas y a los comunistas que siguieron la línea de «coexistencia pacífica».
- la nomenclatura soviética a los disidentes o a los partidos eurocomunistas de Europa Occidental en los años 1970;
- los anarquistas se lo aplican a todos los anteriores porque consideran que su revolución llevará al fin de los paradigmas y a la libertad real con una convivencia ideológica sin coacción y voluntaria.

La atomización de los movimientos revolucionarios puede llevar a extremos de aislamiento que consideran reaccionario o contrarrevolucionario a todo el mundo a excepción de un escaso grupo que sigue al líder. Tal cosa ha ocurrido históricamente antes del movimiento obrero, como con las sectas protestantes (anabaptistas en el siglo XVI), y dentro de este siempre puede justificarse en la teoría de la vanguardia proletaria de Lenin. Buenos ejemplos son los jemeres rojos de Pol Pot en Camboya, el Sendero Luminoso en Perú, o los regímenes comunistas aislados de Albania en los años 1980 y de Corea del Norte en la actualidad. La evolución de la República Popular China, antes y después de la muerte de Mao, hasta la teoría de un país, dos sistemas, ha dado oportunidad también de ver todas las modalidades imaginables del empleo del concepto reacción y contrarrevolución.
Lo mismo puede decirse de la infinidad de movimientos totalmente izquierdistas de América Latina:
- la revolución mexicana de la que surge tanto el PRI, en el gobierno durante décadas, como los movimientos a su izquierda;
- la revolución cubana (con su contestación por el anticastrismo dividido en multitud de tendencias desde la extrema derecha a la extrema izquierda);
- sandinismo (contestado por la contra, asimismo procedente tanto del somocismo como de la misma revolución)
- los distintos populismos de cada nación hispanoamericana (como el peronismo argentino, la llamada revolución bolivariana de Hugo Chávez en Venezuela)